# Volta a Castella i Lleó 2012
La Volta a Castella i Lleó 2012, 27a edició de la Volta a Castella i Lleó, es disputà entre el 13 i el 15 d'abril de 2012, sobre un total de 491,4 km, repartits entre tres etapes.
Degut a la reducció del pressupost la cursa passà de cinc a tres etapes, tot i que mantingué la seva categoria 2.1 dins l'UCI Europa Tour 2012.
Javier Moreno Bazán (Movistar Team) fou el vencedor final de la cursa gràcies a les bonificacions obtingudes en la darrera etapa, que li permeteren superar Guillaume Levarlet (Saur-Sojasun) per un sol segon i Pablo Urtasun (Euskaltel–Euskadi) per tres. Moreno també guanyà la classificació dels punts i la combinada, mentre que la muntanya anà a mans de Walter Pedraza (EPM-UNE) i el millor equip fou el (Movistar Team).

## Equips
Vint equips prenen part en aquesta edició:
- 4 UCI ProTeams: Rabobank ProTeam, Movistar Team, RadioShack-Nissan, Euskaltel–Euskadi ;
- 5 equips continentals professionals: Cofidis, Acqua & Sapone, Andalucía, Saur-Sojasun, Caja Rural ;
- 10 equips continentals: Efapel-Glassdrive, Endura Racing, Gios Deyser-Leon Kastro, Orbea Continental, Burgos BH-Castilla y León, Jamis-Sutter Home, EPM-UNE, Lokosphinx, Christina Watches-Onfone, Bonitas ;
- la selecció nacional argentina.[2]

## Etapes
| Etapa    | Data       | Recorregut            | Km    | Vencedor d'etapa             | Líder de la general          |
| -------- | ---------- | --------------------- | ----- | ---------------------------- | ---------------------------- |
| 1a etapa | 13 d'abril | Salamanca - Salamanca | 159,2 | Manuel Antonio Cardoso (POR) | Manuel Antonio Cardoso (POR) |
| 2a etapa | 14 d'abril | Àvila - Àvila         | 157,6 | Luis León Sánchez (ESP)      | Luis León Sánchez (ESP)      |
| 3a etapa | 15 d'abril | Segòvia - Segòvia     | 173,5 | Yelko Gómez (PAN)            | Javier Moreno Bazán (ESP)    |

## Classificacions finals

### Classificació general
|    | Ciclista                   | Equip             | Temps       |
| -- | -------------------------- | ----------------- | ----------- |
| 1  | Javier Moreno Bazán (ESP)  | Movistar Team     | 12h 46' 05" |
| 2  | Guillaume Levarlet (FRA)   | Saur-Sojasun      | + 01"       |
| 3  | Pablo Urtasun (ESP)        | Euskaltel–Euskadi | + 03"       |
| 4  | David de la Cruz (ESP)     | Caja Rural        | + 40"       |
| 5  | Tiago Machado (POR)        | RadioShack-Nissan | + 19"       |
| 6  | José Vicente Toribio (ESP) | Andalucía         | + 30"       |
| 7  | Jonathan Castroviejo (ESP) | Movistar Team     | + 1' 36"    |
| 8  | Linus Gerdemann (GER)      | RadioShack-Nissan | + 1' 41"    |
| 9  | Ivan Velasco (ESP)         | Euskaltel–Euskadi | + 1' 50"    |
| 10 | David Blanco (ESP)         | Efapel-Glassdrive | + 3' 13"    |

### Altres classificacions
- Classificació per punts.  Javier Moreno Bazán (Movistar Team)
- Classificació de la muntanya.  Walter Pedraza (EPM-UNE)
- Classificació de la combinada.  Javier Moreno Bazán (Movistar Team)
- Classificació per equips.  Movistar Team